# Georg Raumer
Georg Raumer (* 21. Oktober 1610 in Eschenbach in der Oberpfalz; † 26. Mai 1691 in Dessau) war ein deutscher evangelischer Theologe, Hofprediger, Superintendent und Konsistorialrat von Dessau.

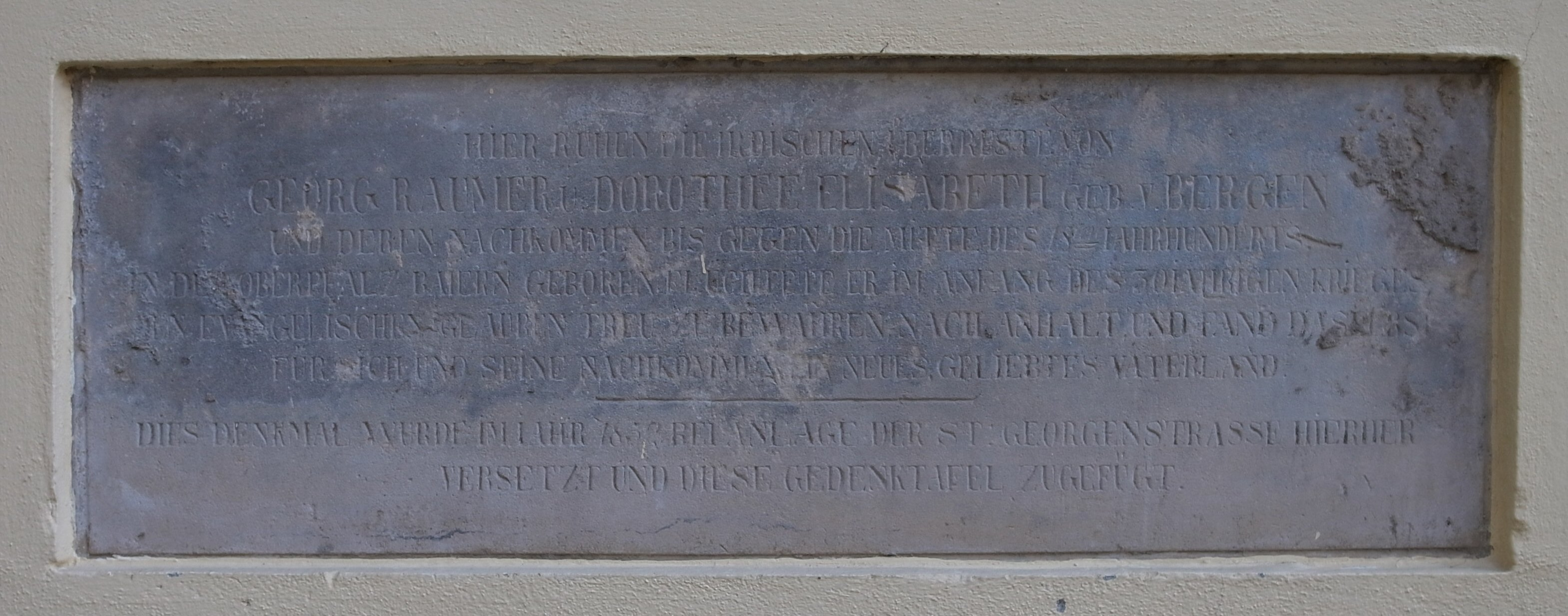
Ruhestätte an der Georgenkirche in Dessau

## Leben und Wirken
Raumer stammte von einem Zweig der alten bayrischen Adelsfamilie Raamer aus Rain am Lech ab und war der Sohn des Gerbers Friedrich Raumer († 23. März 1666) und der Anna Höller († 23. Februar 1658). Er besuchte zunächst die Landschule in Auerbach und ab 1622 das humanistische Gymnasium in Weißenburg. Hier hoffte der evangelisch aufgewachsene Raumer vor dem missionarischen Eifer im Rahmen der Gegenreformation, besonders der Jesuiten, sowie vor den Wirren des Dreißigjährigen Krieges geschützt zu sein und nicht wie sein Vetter Ludwig Raumer gezwungen zu werden, der katholischen Lehre beizutreten. Als jedoch auch dort der Druck zu groß wurde und er sich längere Zeit bei einem Freund verstecken musste, entschied er sich im Jahre 1626, Bayern unter Ablegung seines alten Adels zu verlassen und nach Sachsen zu emigrieren. Kurz zuvor musste er noch mit ansehen, wie die evangelischen Bibeln und andere geistliche Bücher seiner und befreundeter Familien auf dem Marktplatz von Eschenbach verbrannt wurden.
Nach Zwischenstationen unter anderem in Leipzig begann Raumer 1630 ein Studium der Theologie bei Wilhelm Leyser I., Johannes Hülsemann und Paul Röber sowie Philosophie bei Wilhelm Nigrinus und Johannes Scharff an der Universität Wittenberg. Nach Abschluss seiner Studien, die ihn auch nach Marburg und Tübingen geführt hatten, plante er die ihm versprochene Predigerstelle in Weissenburg anzunehmen. Auf dringendes Anraten des Kanzlers zu Dessau, Gottfried Müller, und des Theologen Johannes Hofmeister hin blieb er jedoch in Anhalt. Raumer nahm daraufhin zunächst eine Stelle als Hauslehrer an und ab 1636 die des Stadtpredigers von Jeßnitz. Im gleichen Jahr unternahm er noch eine Reise nach Eschenbach zu seiner Mutter, um in diesem Ort für Verwandte und Freunde die Messe zu lesen. Doch erneute Bedrohungen der bayerischen Kommandantur zwangen ihn alsbald wieder nach Dessau zurückzukehren.
Dort wurde er nach überstandener Pesterkrankung 1638 zum Subdiakon, 1646 zum Archidiakon sowie noch im gleichen Jahr zum Superintendenten, Hofprediger und Konsistorialrat ernannt. In diesen Ämtern wirkte Raumer bis ins hohe Alter.
Ein Nachlasssplitter Georg Raumers befindet sich heute im Gerlach-Archiv an der Universität Erlangen-Nürnberg.

## Familie
Georg Raumer war in erster Ehe verheiratet mit Rebecca Pfretzschner († 1640), Tochter des Arztes Johann Pfretzschner, die allerdings bereits zwei Jahre nach der Eheschließung verstarb. Danach heiratete er Dorothea Elisabeth von Bergen (1619–1702), mit der er elf Kinder bekam. Die bekanntesten sind der Geheimrat Friedrich Amadeus Gottlieb von Raumer (1643–1728), dem der Kaiser Leopold I. im Jahr 1693 die Adelserneuerung aussprach, sowie die Theologen Theodor Christian Raumer (1644–1707) und Ephraim Jonathan Raumer (1646–1676).
Mit Georg Raumer begann der bemerkenswerte Aufstieg der bis heute bestehenden Linie der Familie von Raumer, von der zahlreiche Mitglieder immer wieder herausragende Positionen vor allem in der Wissenschaft, Politik und im Militärdienst in Anhalt und Preußen innehatten. Ab dem frühen 19. Jahrhundert zog schließlich mit dem Geologen Karl Georg von Raumer, welcher sich im Raum Erlangen niedergelassen hatte, ein Zweig der Familie wieder nach Bayern zurück, und bis in die heutige Zeit dort bekannt ist.
Im Laufe seines langen Lebens baute Raumer wieder eine umfangreiche Privatbibliothek auf, die später von einigen seiner Söhne ergänzt und erweitert wurde und welche dann 1717 durch seinen Enkel Johann Georg von Raumer der Bibliothek des Zerbster Francisceums übertragen wurde.